# A Prisoner of Cabanas

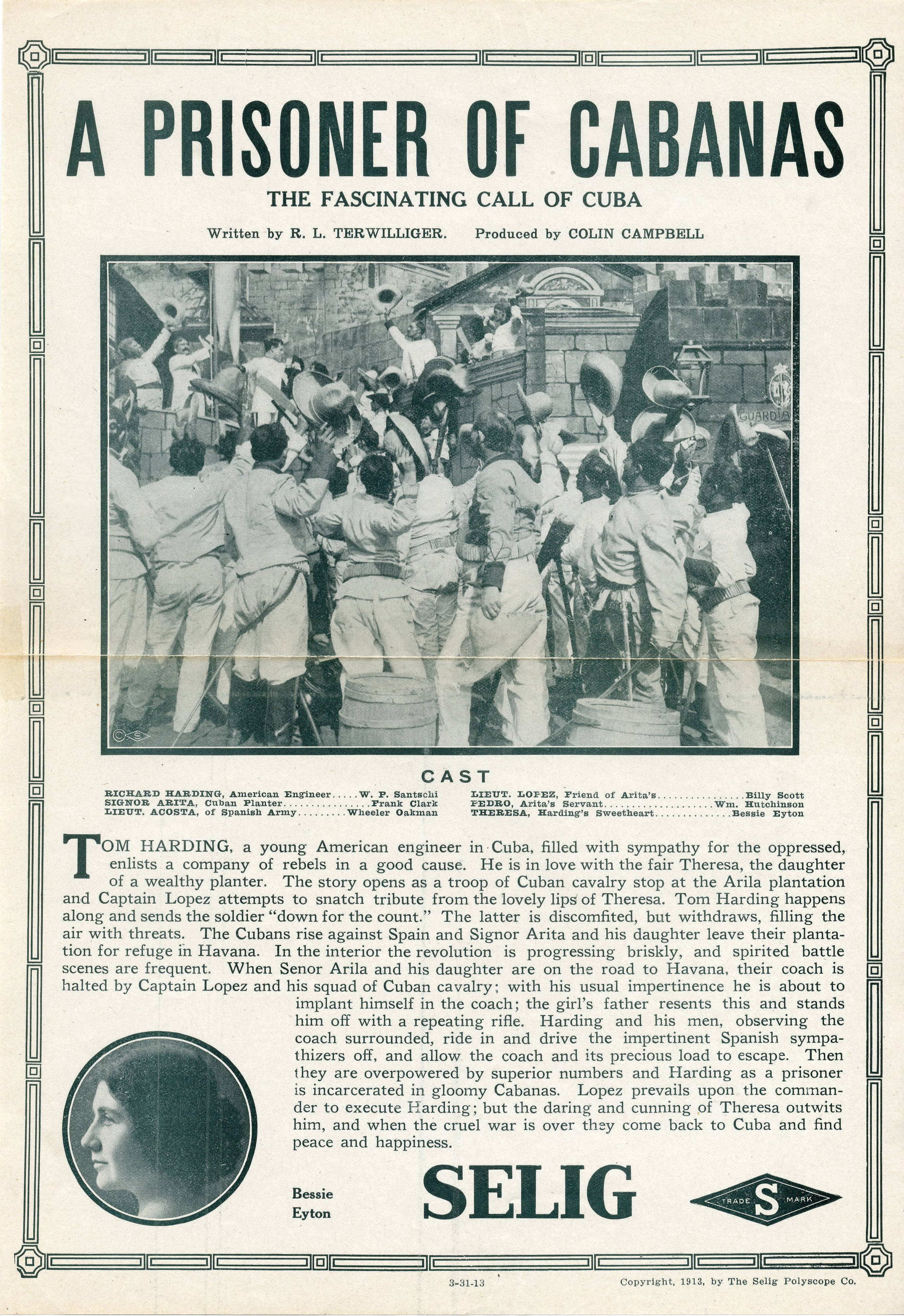
Dépliant de sortie pour A Prisoner of Cabanas, 1913

A Prisoner of Cabanas est un film muet américain réalisé par Colin Campbell et sorti en 1913.

## Fiche technique
- Titre : A Prisoner of Cabanas
- Réalisation : Colin Campbell
- Scénario : George Terwilliger
- Dates de sortie :
  - États-Unis : 31 mars 1913

## Distribution
- Tom Mix
- Tom Santschi
- Frank Clark
- Wheeler Oakman
- William Scott
- William Hutchinson
- Bessie Eyton
- Old Blue, le cheval de Tom Mix